# Friesia (journal)
Friesia var et fælles nordisk mykologisk tidsskrift,der udkom i perioden 1932-1987. Det udkom med udprægede tvangfrie mellemrum. Det var tænkt som dels medlemsblad for Foreningen til Svampekundskabens Fremme, dels som et fællesnordisk tidsskrift for svampeinteresserede. Efterhånden blev det mere og mere plantepatologisk domineret, hvilket sikkert var medvirkende til, at det ligesom “tabte forbindelsen” til foreningens menige medlemmer, hvoraf flertallet var mere interesserede i egentlige storsvampe og spisesvampe. Til sidst besluttedes det helt at indstille Friesia og til gengæld skabe et decideret medlemsblad for foreningen, nemlig “SVAMPE”. Alle udgivne numre af Friesia kan downloades fra svampeforeningens hjemmeside.

## Eksterne kilder og henvisninger
- Friesia  fra svampeforeningens hjemmeside Arkiveret 4. november 2011 hos  Wayback Machine.
- Udgivne numre Arkiveret 4. november 2011 hos  Wayback Machine